# Дуб (пам'ятка природи, Глухівський район)
Дуб — ботанічна пам'ятка природи місцевого значення, об'єкт природно-заповідного фонду Сумської області.
Розташована у лісовому урочищі «Велике Стукалове», на схід від с. Шакутівщина. Площа — 0,01 га. Статус надано рішенням облвиконкому від 27.09.1973 р. № 504. Перебуває у користуванні ДП «Глухівське лісове господарство», Слоутське лісництво, кв. 12 (вид. 12).
Охороняється екземпляр дуба звичайного віком близько 400 років, висотою 31 м, обхватом 5,43 м.